# さんまのナンでもダービー
『さんまのナンでもダービー』は、テレビ朝日系列局ほかで放送されていたテレビ朝日制作のスポーツ型クイズバラエティ番組である。テレビ朝日系列局では1993年4月13日から1995年9月26日まで、毎週火曜 19:00 - 19:54 （日本標準時）に放送。

## 概要
スポーツの要素を取り入れたクイズバラエティ、いわばギャンブルエンターテインメント番組である。
パネラー（解答者）は競馬の要領でレース（競技）に勝ちそうな人に賭けてレースを行い、そのレースの勝者に賭けたパネラーには得点が支払われるというシステムを採用。最終的にその得点が最も多かったパネラーが優勝者となった。行われるレースの殆どは人間が競うユニークなものばかりで、そこから人気競技（企画）が生まれた（後述）。
番組は高視聴率で人気も高かったため、レギュラー化以前は1991年から「水曜特バン!」で数回、レギュラー時にも期首毎に、レギュラー放送終了後にも数回、それぞれ特別番組として放送された。
また歌手転向前で、遠峰ありさ名義でモデルタレントをしていた頃の華原朋美が、アシスタントとして出演していた。

## 出演者

### 司会・進行
- 明石家さんま - 司会ならびに予想屋を担当。
- 大熊英司（当時テレビ朝日アナウンサー） - 進行役ならびに最終レース実況を担当。
- 他にテレビ朝日の男性アナウンサー（真鍋由、国吉伸洋、田畑祐一など[注 1]）が最終レース以外のナレーターと実況を担当した。また特番では、当時関西テレビに在籍していた杉本清が（テレ朝・関テレおよび後者の系列キー局のフジテレビの各社の同意の下ではあるが）局の垣根を越えて実況を務めたこともある。稀に白川次郎（当時日本短波放送〈ラジオたんぱ〉[1]アナウンサー）が実況を務めることもあった。

### レギュラーパネラー（解答者）
基本的に毎回、ゲストも含めて5人（組）がパネラーで登場。特番では2人（以上）1チームの5チームによる対抗戦、さらには番組対抗の特番としてこの番組が用いられることもあった。
- ヒロミ（初期はB21スペシャルの3名で出演）
- 関根勤
- 田代まさし
- ラサール石井
- ほか

### マスコットキャラクター・ドンピー
番組途中よりマスコットキャラクターとして“ドンピー”が登場。このキャラクターは“ドンキーくん（仮）”として登場し、その後一般公募でドンピーと決まった。このキャラクターは風貌から太った馬だと思われているが、実際はペガサスという設定である（ドンピーの背中には羽根が二枚付いていた）。後述の着ぐるみレースのレギュラー出走馬として、5枠から出走していた。
マスコットとして登場した際には、「ピストルで撃たれ後ろに倒れる」とパフォーマンスを披露していた。

## 基本的なルール（レギュラー放送時のルール）
- 最初に、各パネラーが10万S$（サンマドル：番組独自の単位）を持った状態でスタート（特番時は20万S$から開始）。
- パネラーは、レースの説明やパドック（各選手の紹介）のVTR（最終レースのみスタジオでの選手入場式）と競馬新聞風の資料（後述「予想紙」）、スタジオで行われるさんまの予想、そしてオッズ（倍率：街頭でのアンケート等によって決定される）を参考にしてS$を賭ける。
  - パネラーの掛け金の桁数が6桁までで最大99万9999S$まで賭けられる。初期は電光掲示板で表示したが、後期にはモニターの画面で表示された。
- 1R→2R→ボーナスレース（ダブルアップ一発勝負）→最終レースの順番に行って、最終的に最も多い得点を持っているパネラーが優勝（同点がいた場合には両者優勝とする）。さらに、100万S$以上獲得した場合には世界一周旅行を獲得（レギュラー回開始当初からなかったものの途中から実施。ただし、100万S$以上獲得したパネラーが複数いた場合には、優勝者のみ）。そのため、最終レース前まで100万S$が複数居た場合は最終レースで100万S$を残すか100万S$を分配して勝負するか運命の分かれ目になっている。
  - 最初に100万S$を達成したのはレギュラー放送回ではB-21スペシャル。最終回でも最終レースで的中者無しにもかかわらずに100万S$越えした（このケースは数度あった）。
  - 特番時は、世界3周（最大で世界5周）にグレードアップした。ただし、番組内でさんまが「おいしい世界一周」などとコメントしており、実際は焼肉屋への招待のようなものだった。
  - 初期は準優勝にも賞品があり、視聴者には、来週放送回のパネラーの中で、優勝者と準優勝者を予想するプレゼントクイズも出題された。

### 1 - 2R
- 連勝複式（順位にかかわらずに当てる馬券）で、3点まで賭ける事ができる。予想が当たった場合は、掛け金とオッズに応じて配当が払い出される。予想が外れた場合は没収。

### ボーナスレース
- 着ぐるみレース（後述）を、枠番による複勝式で予想（S$は賭けない）。
- 最下位のパネラーから順番に、1人1頭を選択。ただし、既に他のパネラーが選んでいた選手を選ぶことが出来ない。
- レース後、1位または2位の選手を予想したパネラーにはボーナスとして規定のS$（1位3万S$、2位1万S$）が支払われる。ある回では、あまりに上位と下位の差が大きく付いたため、ボーナスレースが未放送となり、自動的に最下位に3万S$、ブービーに1万S$を支払った事もあった。
- 後に『ボーナスレース』に代わり、『ダブルUP一発勝負』が登場。基準値を超えるか超えないかを当てる二択クイズが1問出題され、正解すれば所持しているS$が2倍に倍増するが、不正解なら半減する。ただし、このクイズには解答しなくても良い（解答しなかったパネラーのS$はそのまま）。

### 最終レース
- ニッカ池・ダービー池を用いたがまんカップ（後述）の結果を、枠番による連勝単式（順位通りに当てる馬券、いわゆる「馬単」[注 2]）で予想。このレースのみ、4点まで賭けることができる。
- このレースが終わると、さんまの「それでは、最終的所持金を見てみましょう!」の掛け声とともに各パネラーの解答席表示盤が高速で動作し、動作が止まった段階で最終的所持金（S$）が表示される（最終的に0S$に終わったパネラーもほぼ毎回存在した）。

## 主なレース（競技・企画）
- 実際の競馬同様にグレード制が採用されており、特に、特番では「明石家記念」や「テレビ朝日杯」などのGI（I はローマ数字の1の代用）レースが催された。
- レースの勝者には賞金が出た。重賞レースは賞金が高かった。
- 基本的にレースは6枠6頭（チーム戦であっても1頭2頭と数えた）立て。ただし、一部重賞では6枠7頭立て（6枠のみ2頭）、さらに一部重賞では6枠8頭立て（5・6枠のみ2頭）で行われた事もあった。

### 一般レース
計算ハンデトロフィー
レギュラー化以前から実施。コース上に置かれた簡単な計算問題（小学生レベルの四則演算、筆算、分数の計算など）を解きながら進んだ（横に正誤を判定する審判がついていて、間違えると止めて計算をやり直させる）。ハンデ頭(100問)の1枠はちびっ子のそろばん名人や暗算名人、2枠や3枠は後述するマッスル北村（東京大学中退）や羽田恵理香（筑波大学附属高校卒）といった高学歴タレントや、普段から電卓・そろばんを使う経理担当事務員などが50問程度となっている。一方6枠は、筆算や分数の計算をレース直前に復習させておかないといけないようなレベルの、いわゆる「おバカタレント」が10問程度の軽ハンデで設定されたが、大抵の場合6枠（中には4、5枠も）の出場者は、結局筆算や分数の計算を解くことができずにタイムオーバーで「競走中止」で処理されることも多々あった。
超人パワートライアル
たった1人で、トラックや人をいっぱいに乗せたバス等をゴールへ運ぶレース。「スタート後の第1歩で勝負が決まり止ったら終わる」という格言があった程にペース配分も要求された。
10人11脚
レギュラー化以前から実施。後の小学生クラス対抗30人31脚の原点。
人間ばん馬
ばんえい競走と同様、荷物を載せたそりを引っ張るレース。ただし、馬ではなく複数の人間がそりを引っ張るチーム戦。
鉄人イカダ
数名のチーム戦。レースの前半はイカダを漕ぎ、後半は水に飛び込んでいかだを引っ張って泳ぐ。主にGI、GIIレースとして開催された。
廃車転がし
数名のチーム戦。廃車となった自動車を横から押すなどして転がし、途中の障害を越えつつゴールまで運ぶ。
風船割りステークス
コースに設置された風船を尻で割っていく。
はしご神輿
6名＋2名のチーム戦。予め1人が乗ったはしごを6人で神輿のように担ぎ、途中でもう1人を乗せてゴールを目指す。
お笑い対抗氷上（雪上）リレー
文字通り、お笑い芸人が3 - 4人1チームで氷上（雪上）に設置された障害物をよけながら着順を競うリレー。レギュラー前のスペシャル特番では、第1回と第3回に実施され、レギュラー定着後も何回か行われている。いずれのレースも、極楽とんぼ（レギュラー放送時は前説を担当）、ダチョウ倶楽部、たけし軍団、大川興業（江頭2:50を含む）、ココリコ、ネプチューン、さまぁ〜ず（当時はバカルディ名義）、電撃ネットワークなど、現在も活動を続けるお笑い芸人が参加する貴重なレースとなった。第1回では予想屋のさんまが、「お笑い対抗のレースなので、勝ちにこだわるよりも笑いに走ろうとするやつが出てくる」と大御所らしい読みを展開する。さんま本人はそのチームをたけし軍団と読み、「ダチョウ倶楽部は、やる時はまじめにやるという人間性の持ち主」と本命視するが、この2チームは終始笑いに走り、トップ争いに絡むことはなかった。

### 着ぐるみレース
色んな名物着ぐるみ（大幸薬品の正露丸や日本食研のキャラクター「バンコ」・CAPCOMのロックマン等の番組スポンサー企業の着ぐるみやセーラームーン、野原しんのすけなどのアニメ、特撮のキャラ等）が様々なレースで勝負した。番組のキャラクターのドンピーも参戦した（ドンピー登場以前は、『さんまのまんま』のまんまちゃんが放送局の垣根を越えて出場していたこともある）。

### ダービー池（ニッカ池）でのがまんカップ
番組の最終レースに行われた、生き残り方式の恒例レース。脱落した順に6位、5位、と順位が確定して、最後まで残った選手が優勝（1位）。テレビ朝日の旧社屋の池（ニッカ池、番組中期以降ではダービー池と呼称）の中や池の上を舞台に、数々の死闘を繰り広げた。
潜水がまんカップ
一斉に池に沈められた後、水面に浮き上がらない様に潜り続ける。浮き上がってしまった人から脱落、池に最も長く潜っていられた選手が優勝。手入れがあまりされていないドブ状態の池の中に潜るため、過酷さが増している。初めてダービー池が使用されたレース。スペシャル版の第1回、第2回、第5回に登場した。第1回と、第5回は、ぬいぐるみ役者の石川一賀が優勝し、第2回は電撃ネットワークのダンナ小柳が優勝、2着には3回とも、死体役者の實原邦之（名物選手参照）が輝いている。第1回放送分では206倍の高配当となり、この記録は番組終了まで破られることはなかった。後にさんまが『踊る!さんま御殿!!』の中で、「出場者がこのレースで本気を出し、救急車を呼ぶ騒ぎになったので中止になった」と語っていたこともあるが、番組内では確認されていない。
セミ人間抱きつきがまんカップ
池の上に吊り下げられた円柱に抱きつき、池に落ちないように耐える。落ちてしまった人から脱落、最後まで柱に抱き付いていた選手が優勝。レギュラー化以前の特番では個人戦であったが、レギュラー開始後の特番の際はペアで柱に抱きつく形式が定着した。中期以降は一定時間経過後に池の中の噴水が作動する仕組み（円柱に水がかかり滑りやすくなる）が導入されたため、早期に勝負の決着がつくようになった。枝打ち親子、元暴走族夫婦、SMAPなどの好走がレースを盛り上げた。
懸垂がまんカップ
池の上に吊られた鉄棒にぶら下がって、池に落ちないように耐える。落ちてしまった人から脱落、最後までぶら下がり続けられた選手が優勝。抱きつきがまんカップ同様、噴水などの障害も導入されている。
両手連結がまんカップ
出走者はペアで構成され、上下の出走者がお互いの手首をつかみ合い、下の出走者を救う態勢でどれだけ耐えられるかを競う。
連動ロープがまんカップ
懸垂がまんカップと同様にぶら下がるが、1本のロープで繋がっているため1人が落下するとその反動で揺れていき、特に体重が重い選手が落下すると大きく振られていく。
中学生限定ダービー池クラシック競走
実際の中央競馬のクラシックレースと同様に、ダービー池でも参加資格を中学生に限定した「ダービー池クラシック競走」を開催。皐月賞、日本ダービー、菊花賞の三冠レースのほか、上位2名に前記クラシック競走への優先出走権が与えられるトライアル競走を実施した。なお、トライアル競走も当時の中央競馬のレース体系に習い、同じレース名（例・皐月賞のトライアル→弥生賞など）を使用したが、日本ダービーのトライアル競走は「ANB杯」（当時の中央競馬のダービートライアル競走は「青葉賞」と「NHK杯」）、「菊花賞」のトライアル競走は「朝日新聞杯」（前記同様に、当時の菊花賞トライアルは「神戸新聞杯」と「京都新聞杯」）と名称を変更して実施した。ルールは連動ロープがまんカップを採用。

## 名物選手
松島暁人
ロッククライマー。当時中学生であり、最終レースのダービー池に準レギュラーで出演。綱のぼり企画にも登場した。優勝回数が非常に多く常に一番人気であり、渡辺二郎、タイガーマスク、おさるなどに勝利した。1度はおさるに負けて苦汁を飲み、逆に当時無名であったおさるの知名度が全国区になったほどだった。ダービー池クラシック競走のトライアルレース「弥生賞」では、実績十分で断然の一番人気だったが、花粉症だったためまさかの大惨敗。初出走で人気薄の山崎裕太が2着に入る大波乱を起こさせたが、本番の皐月賞ではぶっちぎりの優勝で雪辱を果たした。
日本女子体育大学ダンス部
10人11脚などに出走。初出場から前半までは上位に入るほどの好成績だったが、後半あたりから不調が続いていた。最後の参加では有終の美を飾った。部員全員、練習や大会演技等で着用する長袖レオタード姿で参加。競技場グラウンドをはじめ山岳地帯や浜辺等で行われる競技に参加していた。
マッスル北村 （ボディービルダー）とその仲間達
初出走はスペシャル版第2回の時の「干潟トライアスロンカップ」に個人で出走し、優勝を果たす後、第3回の「ピアノ壊し競走曲カップ」に出走し2着を収める。そして初のG1タイトルとなる（前述）「鉄人イカダグランプリ」において「マッスル北村率いるボディビルダーチーム」として参戦。前半の漕ぎ100mでは後方に甘んずるも、後半の泳ぎ50mで一気に挽回し優勝を納める。そのレースでの注目は「日米海軍対決」ということで、4枠に「アメリカ海兵隊チーム」5枠に「海上自衛隊チーム」の争いに注目が集まっていたため、ボディビルダーチームは予想では無印に近く、優勝「ボディビルダーチーム」2着「海上自衛隊チーム」は105倍の万馬券となり、唯一の正解者である和田アキ子が1レースで100万以上のS$を手に入れその回は優勝した。
それ以降G1では「人間ばんばグランプリ」での2着、そしてレギュラー化が始まる直前のスペシャルでの「雪上船引きグランプリ」で優勝、番組初のG1・2冠馬となり、レギュラー化にあたって「ボディビルダー最強説」を作る大きな布石となった。レギュラー化以降、初のG1レースとなる「トラック綱引きグランプリ」においては予想「◎3つ」の最高評価を受けるものの、最低の評価を受けていた「引越し屋チーム」にも負ける5着に甘んじた。これ以降、2回目の開催となる「鉄人イカダ」などのパワーレースでも不振が続いた。
しかしスペシャル版の「ダービー池・両手連結ガマンカップ」において、本命のロッククライマーチームを押さえて3度目となるG1タイトルを獲得した。レギュラー終了後のスペシャル版においては志茂田景樹と「ミステリアスペア」を組んで、「セミ人間カップ」に出場し、何度かG1タイトルを獲得している。
また、東京大学出身の知力を買われて、計算ハンデなどの頭脳系レースにも出走し、活躍した。
ナリタブラリアン （ポニー） と主戦騎手・森安輝正（当時JRA騎手）
放送当時、三冠馬になったナリタブライアンにあやかり名づけられたポニーで、本名はオパール号。ナリタブライアン同様にシャドーロールを装着していた（ただし赤色。ナリタブライアンは白色のもの）。森安の調教により、ポニーから「競走馬」へと成長。ポニーや人間、自転車などの異種混合レースで活躍。後に、ポニーのみのレースも（いわゆるポニー競馬）開催。最終的には、1995年の秋と年末で連覇を達成するまで成長したが三連覇の懸かった1996春では100mのハンデを捲くることができず敗れた。
また、森安自身、JRAプロフィールの趣味の欄に「さんまのナンでもダービー準レギュラー」と書いており、思い入れは強かった。森安はダービー池での懸垂がまんカップなど、ナリタブラリアンとのコンビ以外でのレースにも出場している。
後にこの他にも、実在の名馬にあやかった名を付けた、サンデーサイザンス(サンデーサイレンス)、サクラポニーオー(サクラスターオーなど)、メジロリャイアン(メジロライアン)、ナイスネイチャン(ナイスネイチャ)、クレヨンシンザン(シンザン、同局放送の「クレヨンしんちゃん」に掛けたもの)、ソノダトップガン(マヤノトップガン、園田競馬場を運営する兵庫県競馬組合が直接番組に参戦を持ち掛けたもの)、ホクトベカコ（ホクトベガ）、ミスターチービー（ミスターシービー）、ツインターボー（ツインターボ）などといったポニーも登場。また騎手は当時若手だった田中勝春、郷原洋司、江田照男、鹿戸雄一や後藤浩輝、ヒシアマゾンに騎乗してブレイクしていた中舘英二、園田競馬場所属の若手ジョッキーだった木村健などが中心だったが、時には当時のトップジョッキーだった小島太、的場均、GⅠ騎手の根本康広など、ベテランも多く参加。時には短期騎手免許を取得して来日中だったイギリスのトップジョッキー、アラン・ムンロが「GⅠを勝てるかもしれない」という理由で参加したこともあった。
實原邦之
元死体役者。第1回放送となる「ニッカ池・潜水ガマンカップ」において、大外6枠8番で出走。下馬評は低かったため、2着入賞となったこのレースでは放送終了まで破られなかった206倍の高配当を演出した。
2回目と5回目のスペシャルでも開催された、「潜水ガマンカップ」において自己記録を上回りながらも2着に甘んじ、「ダービー池のナイスネイチャ」とあだ名されるようになった。
第6回スペシャルで初開催となった「セミ人間」においては、「タレント」として出走。前述のマラカー同様、本来の肩書きとは畑違いなレースの出走、「芸能界にしがみつきながら生きている」という強引な触れこみであったが、2度の3着と成績は決して悪くなかった。
レギュラー化以降もマラカー同様、ダービー池の名物的存在であったが、勝ち星に恵まれなかったためにマッスル北村のコーチを受けて肉体改造を図り、出走。パワーレースで「潜水」でもなし得なかった、初優勝を飾る。
以降もそれなりの成績を治め、1994年のサッカーW杯にあやかって開催された「抱きつきワールドカップ」にはその実績を買われて日本代表として出場、イラン人出場者を破って優勝し、本家W杯のサッカー日本代表の雪辱を果たした。なお、本選のW杯では4着に甘んじ、優勝はブラジル人だった。
おさる
レスキュー隊員や自衛隊員、ロッククライマーらが出走した障害物レース（壁を乗り越えるなど、自衛隊の訓練のような障害）で、芸人であるにもかかわらず2着に入る。それ以降度々出走、顔がそっくりと言われる薬師寺保栄と対決した事もあった。
天地真理
大穴要員として活躍。ハンデ付きの中距離走レースで1km近くのハンディがありながら、ナリタブラリアンに敗れる。
ケイン・コスギ
ダービー池の「ペア抱きつき我慢カップ」において父親のショー・コスギと一緒に出走して優勝したことで、以降はほぼレギュラーで出走（基本的に大外の6枠であることが多く「ショー・コスギの息子」と枕詞がつく）。また、当時ケインがニンジャブラック／ジライヤ役で出演していた『忍者戦隊カクレンジャー』の出演メンバー5人（小川輝晃、広瀬仁美、土田大、河合秀）で出走したこともある。
中務顕貴
自転車少年と言われ日本縦断・世界各国を自転車で旅をした。当時中学生で最終レースのダービー池に準レギュラーで出演したが松島に比べて優勝には恵まれなかった。本番組出演以前、フジテレビの情報番組『タイム3』で自転車の旅企画に出演していた。
アムリット・マラカー
ネパールの星。1回目の潜水がまんカップにおいて、さんまの本命予想にもかかわらず、10秒持たずに浮き上がり惨敗。2回目も同様に惨敗した。その後もダービー池の名物選手として出走するも、ほとんど下位の成績（1度だけ恋人が応援に来た回があり、その回は2着に入った）だった。マラカー引退レース（しがみつき）では、マラカー以外の5人がデブキャラ（グレート義太夫、小学生の相撲チャンピオン、ウガンダ・トラ、エアロビクサー、ヘビメタバンドのギタリスト）というやや姑息な出走メンバーではあったが、これまでの戦績から下位人気に甘んじた。結果は1着で最後に初勝利を飾った。
花相撲保存会のおばちゃん軍団
平均年齢は60歳前後。重い丸太でできたムカデ競走で大活躍した。最初に登場した時は、運動自慢の他のチームに勝てるわけがないという見方が大勢を占め、予想上無印扱いだった。しかし、レースが始まると僅差の2着に入る大波乱を起こし、さんまやパネラー陣を絶句させた。その後出場したムカデ競走ではこの衝撃を覚えていたパネラーが多く、1番人気に支持され1着になった。
世界トップクラスの陸上選手
番組には、棒高跳び現世界記録保持者のセルゲイ・ブブカをはじめとしたワールドクラスの陸上選手が多く出場した。特番時のメインレースではオリンピック短距離メダリストのデニス・ミッチェル、さらにはフランキー・フレデリクスがハンデ付きのスプリントレースに出場したが、生で行われるレースであるにもかかわらず、本番直前になって長めのウォーミングアップの時間を取るため、さんまやパネラー陣の評判は必ずしも良いものではなかった。
枝打ち名人親子
主に「抱きつきがまんカップ」に出走。その実力は普段の仕事場である杉の木に登って仕事をしていることもあってかとても強く、一時期は「抱きつきレース無敗」とパドックで紹介されるほど。また、息子の方は綱のぼりレースにも出走。新聞予想のほとんどの◎はさんまを含めレスキュー隊についていたが、終始ペースを落とすことなく優勝し（レスキュー隊は3着）、さんまやパネラー陣が驚くほどの実力を見せた。
元暴走族夫婦
抱きつきレースにおいて3連覇を達成するが、夫婦共にスポーツの経験が無かったため、さんまやパネラー陣をよく驚かせた。また、4連覇のかかったレースでは、枝打ち名人親子と噴水がかかりながらも一騎討ちの様相を呈した名勝負を繰り広げ、最後には落下しかけた旦那を妻が必死に支えるなどの執念を見せ、2着となった。

## 予想
この番組で放送される出走表・レース予想（井崎脩五郎らによる）が、テレビ雑誌（ザテレビジョン→TVガイド）と、ファンファーレ（週刊競馬報知：廃刊）に、「三馬」のタイトルで掲載されていた。井崎のみ、穴狙いを示す黒三角・白三角の他に「注」マークも使用していた。

## 番組終了後
番組終了後、さんまはそれ以降テレビ朝日ではレギュラー番組を持つことはなく、単発番組においても、1996年春の特番以来『ま!いっか』、『ミュージックステーション』、くりぃむしちゅー初の冠番組『くりぃむしちゅーの一度だけいい夢見させてスペシャル』（2003年9月26日放送）など、2 - 3年に1回程度出演するだけで、ほとんどテレビ朝日制作の番組に出演していない。その後、2007年8月30日の『アメトーーク!』で村上ショージのエピソードを語るためにVTR出演し、2009年8月6日の「雨上がり20周年企画」で出演を果たした。なお、朝日放送テレビなどのテレビ朝日系列局制作番組には（『明石家さんまのコンプレッくすっ杯』など）特別番組を中心に出演している。そして、翌2010年10月9日放送の特番『もしもさんまさんだったら…?』で約15年ぶりに冠番組を持ち、2016年2月11日放送の『徹子の部屋 祝40周年 最強夢トークスペシャル』で約5年半ぶりにテレビ朝日制作の番組に出演（同番組には25年ぶりに出演）した。その後、『アメトーーク!』には2019年12月30日に放送された5時間スペシャルで「さんまVSお笑い第七世代」の企画にも出演している。
2012年3月24日にテレビ朝日とよしもとクリエイティブ・エージェンシーから、アメリカ合衆国のテレビ番組制作会社「ワーナー・ブラザース・インターナショナル・テレビジョン・プロダクション」と共同で世界展開することが発表された。米国4大ネットワークにおいてのレギュラー番組化を目指すという。

## 主題歌

### オープニングテーマ
- 交響曲第6番「悲愴」より第3楽章/ピョートル・チャイコフスキー

### 歴代エンディングテーマ
- 君に…君に逢える夏/小田育宏
- CHANCE/DELTA
- HOT PASSION RED/ZNX
- 本日快晴/松田樹利亜
- 地上に舞い降りた天使達/田村直美
- シンデレラになんてなりたいとは思わない/森下玲可
- TSU-YO-GA-RI/鈴里真帆

### 挿入歌
- 栄光の特車隊 -特車隊の歌-/ARMADA - 最終レースパドックにて使用。

## スタッフ
- 企画：杉本高文 (明石家さんま) ／ 笠博勝
- 構成：堀田延、鈴木弘康（ECLIPSE）、野尻靖之
- ナレーション：国吉伸洋、田畑祐一（共にテレビ朝日アナウンサー）
- ＴＤ：有泉重正
- カメラ：木原吉昭
- ＭＩＸ：小池幸宏
- 音声：小出雅三
- 映像：監物直
- 照明：高見光平
- ＰＡ：ロッコウプロモーション、共立
- 中継ＳＷ：山内克彦
- 中継カメラ：西山和伸
- 中継映像：笹川貴夫
- 中継音声：小田哲也
- 中継照明：弓削和幸
- ロケ技術：纐纈晃浩、長塚史規、七沢甲
- 美術：黒田信彦
- 美術進行：内村和裕、宮内佳子、小島透
- 大道具：高田一則、小塚信人
- 小道具：長谷川剛、石井周次
- 電光板：テルミック
- メイク：杉山和子、高橋明美
- タイトル：安田達夫
- マルチ：HIBINO
- 編集：北村英人、長谷川一彦
- ＭＡ：飯森昌信、内形卓矢
- 効果：中山孝継
- ＴＫ：吉条雅美
- 技術協力：TSP (ロケ技術・編集・MA・効果)、テレテック (中継技術)
- 協力：リップ
- 広報：太田正彦（テレビ朝日）
- 制作進行：加藤守啓、丸山博一、中野光春
- ディレクター：杉村全陽、瀬戸口修、河口勇治 ／小林巌 (NAVI) 、梅沢文也、志岐誠、守屋吉謙、太田淳一、三木康一郎
- プロデューサー：湧口義輝 (テレビ朝日) ／ 見山欣也 (NAVI)
- 制作協力：NAVI
- 制作著作：テレビ朝日

## ネット局
| 放送対象地域  | 放送局           | 系列                          | ネット形態 | 備考               |
| ------------- | ---------------- | ----------------------------- | ---------- | ------------------ |
| 関東広域圏    | テレビ朝日       | テレビ朝日系列                | 制作局     |                    |
| 北海道        | 北海道テレビ     | テレビ朝日系列                | 同時ネット |                    |
| 青森県        | 青森朝日放送     | テレビ朝日系列                | 同時ネット |                    |
| 岩手県        | テレビ岩手       | 日本テレビ系列                | 遅れネット | [ 注 5 ]           |
| 宮城県        | 東日本放送       | テレビ朝日系列                | 同時ネット |                    |
| 秋田県        | 秋田朝日放送     | テレビ朝日系列                | 同時ネット |                    |
| 山形県        | 山形テレビ       | テレビ朝日系列                | 同時ネット |                    |
| 福島県        | 福島放送         | テレビ朝日系列                | 同時ネット |                    |
| 山梨県        | 山梨放送         | 日本テレビ系列                | 遅れネット |                    |
| 新潟県        | 新潟テレビ21     | テレビ朝日系列                | 同時ネット |                    |
| 長野県        | 長野朝日放送     | テレビ朝日系列                | 同時ネット |                    |
| 静岡県        | 静岡朝日テレビ   | テレビ朝日系列                | 同時ネット | [ 注 6 ]           |
| 富山県        | 北日本放送       | 日本テレビ系列                | 遅れネット | [ 注 7 ]           |
| 石川県        | 北陸朝日放送     | テレビ朝日系列                | 同時ネット |                    |
| 福井県        | 福井放送         | 日本テレビ系列 テレビ朝日系列 | 遅れネット | [ 注 8 ]           |
| 中京広域圏    | 名古屋テレビ     | テレビ朝日系列                | 同時ネット |                    |
| 近畿広域圏    | 朝日放送         | テレビ朝日系列                | 同時ネット | 現：朝日放送テレビ |
| 島根県 鳥取県 | 山陰中央テレビ   | フジテレビ系列                | 遅れネット |                    |
| 広島県        | 広島ホームテレビ | テレビ朝日系列                | 同時ネット |                    |
| 山口県        | 山口放送         | 日本テレビ系列                | 遅れネット | 1993年9月まで      |
| 山口県        | 山口朝日放送     | テレビ朝日系列                | 同時ネット | 1993年10月開局から |
| 徳島県        | 四国放送         | 日本テレビ系列                | 遅れネット | [ 注 11 ]          |
| 香川県 岡山県 | 瀬戸内海放送     | テレビ朝日系列                | 同時ネット |                    |
| 愛媛県        | テレビ愛媛       | フジテレビ系列                | 遅れネット | 1995年3月まで      |
| 愛媛県        | 愛媛朝日テレビ   | テレビ朝日系列                | 同時ネット | 1995年4月開局から  |
| 高知県        | 高知放送         | 日本テレビ系列                | 遅れネット |                    |
| 福岡県        | 九州朝日放送     | テレビ朝日系列                | 同時ネット |                    |
| 長崎県        | 長崎文化放送     | テレビ朝日系列                | 同時ネット |                    |
| 熊本県        | 熊本朝日放送     | テレビ朝日系列                | 同時ネット |                    |
| 大分県        | テレビ大分       | 日本テレビ系列 フジテレビ系列 | 遅れネット | 1993年9月まで      |
| 大分県        | 大分朝日放送     | テレビ朝日系列                | 同時ネット | 1993年10月開局から |
| 宮崎県        | 宮崎放送         | TBS系列                       | 遅れネット |                    |
| 鹿児島県      | 鹿児島放送       | テレビ朝日系列                | 同時ネット |                    |
| 沖縄県        | 琉球朝日放送     | テレビ朝日系列                | 同時ネット | [ 注 14 ]          |